# Liste des sites mégalithiques dans le district d'Aveiro
Cette liste non exhaustive recense les principaux sites mégalithiques dans le district d'Aveiro, au Portugal.

## Liste
| Site                             | Type          | Municipalité         | Notes | Coordonnées                 | Image |
| -------------------------------- | ------------- | -------------------- | ----- | --------------------------- | ----- |
| Mamoa de Açôres (pt)             | Dolmen        | Albergaria-a-Velha   |       | 40° 41′ 01″ N, 8° 27′ 39″ O |       |
| Dolmen de Portela de Anta        | Dolmen        | Arouca               |       | 40° 51′ 35″ N, 8° 15′ 35″ O |       |
| Mamoa da Quinta da Laje (pt)     | Dolmen        | Santa Maria da Feira |       | 40° 56′ 48″ N, 8° 30′ 36″ O |       |
| Statue-menhir de São João de Ver | Statue-menhir | Santa Maria da Feira |       | dans une collection privée  |       |
| Dolmen de Capela dos Mouros      | Dolmen        | Sever do Vouga       |       | 40° 41′ 31″ N, 8° 18′ 12″ O |       |
| Anta da Cerqueira                | Dolmen        | Sever do Vouga       |       | 40° 46′ 48″ N, 8° 18′ 36″ O |       |
| Antas de Chão Redondo            | Dolmens       | Sever do Vouga       |       | 40° 39′ 51″ N, 8° 18′ 41″ O |       |